# Церковь Рождества Христова (Тотьма)
Церковь Рождества Христова — православный храм в городе Тотьма Вологодской области, построенный в  XVIII веке. Церковь Рождества Христова является объектом культурного наследия регионального значения и относится к тотемскому барокко.

## История храма
В городе Тотьме, на улице Ленина, расположился храм Рождества Христова, который был возведён в два этапа. С 1746 по 1748 годы была построена тёплая нижняя церковь, наречённая в честь великого светлого христианского праздника Рождества Христова. С 1786 по 1793 годы была воздвигнута холодная верхняя церковь и освящена во имя архиепископа Мирликийского, святого великого чудотворца Николы. В 1790 году отдельно от здания церкви была из камня построена колокольня. В нижнем ярусе этой колокольни была обустроена и освящена церковь во имя святой угодницы Параскевы Пятницы.

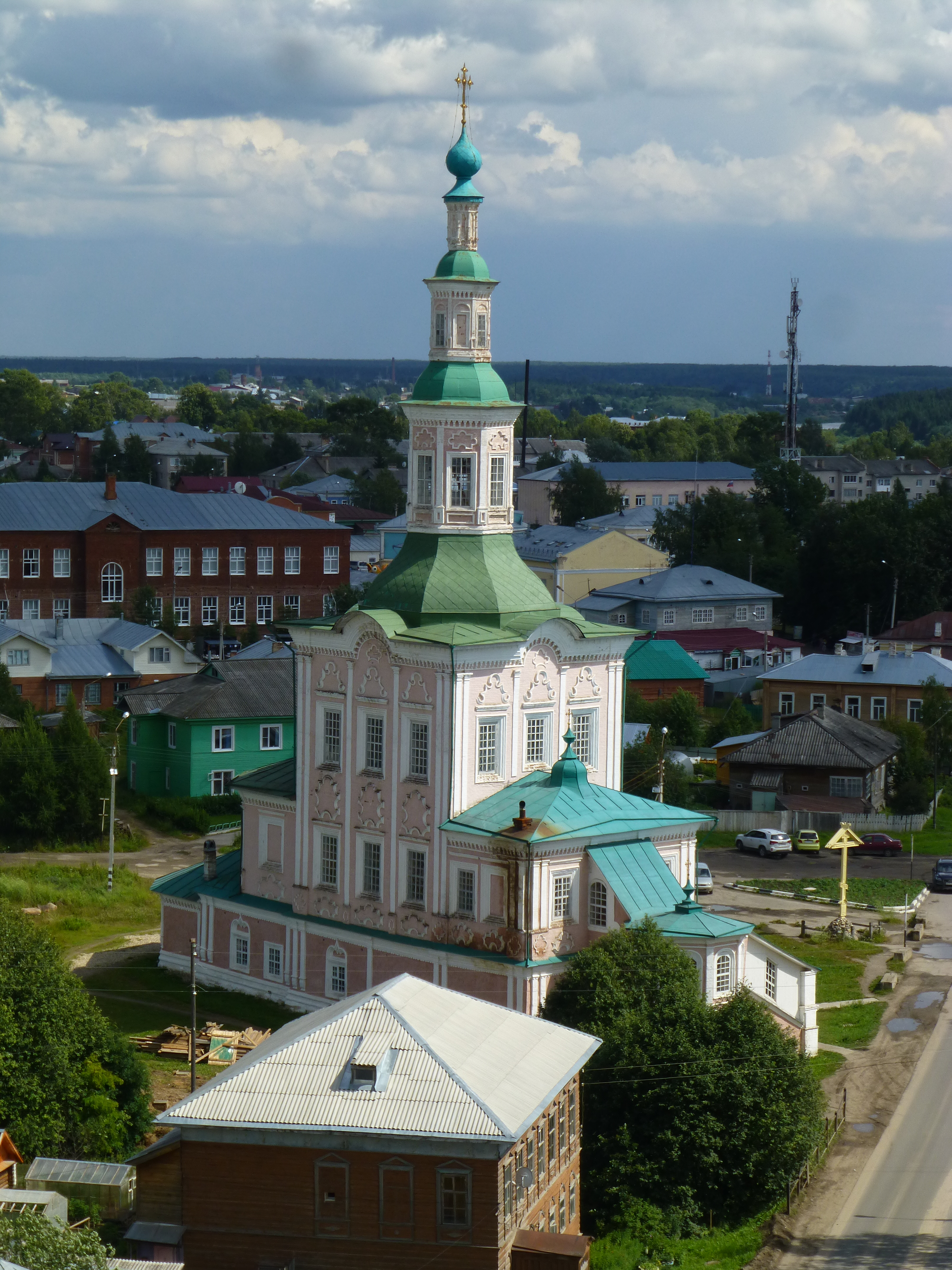
Вид сверху

Храм Рождества Иисуса Христа был закрыт в 30-е годы XX века. Разрушению подверглись колокольня и церковь во имя святой Параскевы Пятницы.

## Архитектура
Церковь возведена в стиле регионального (тотемского) русского барокко. Здания в этом стиле высокие, в наличии длинное узкое основание. В профиль они кажутся более узкими, чем в анфас. Каменные стены таких строений украшались орнаментом и угловатыми главками. Много таких зданий были отстроены в Тотьме.
Нижний ярус храма вытянут и включал в себя пятигранный алтарь, саму церковь и трапезную. Карниз отделял нижний от верхнего яруса. Архитектурная композиция – сложная. Всё здание стремится ввысь и чем-то напоминает свечу.

Церковь Рождества Христова
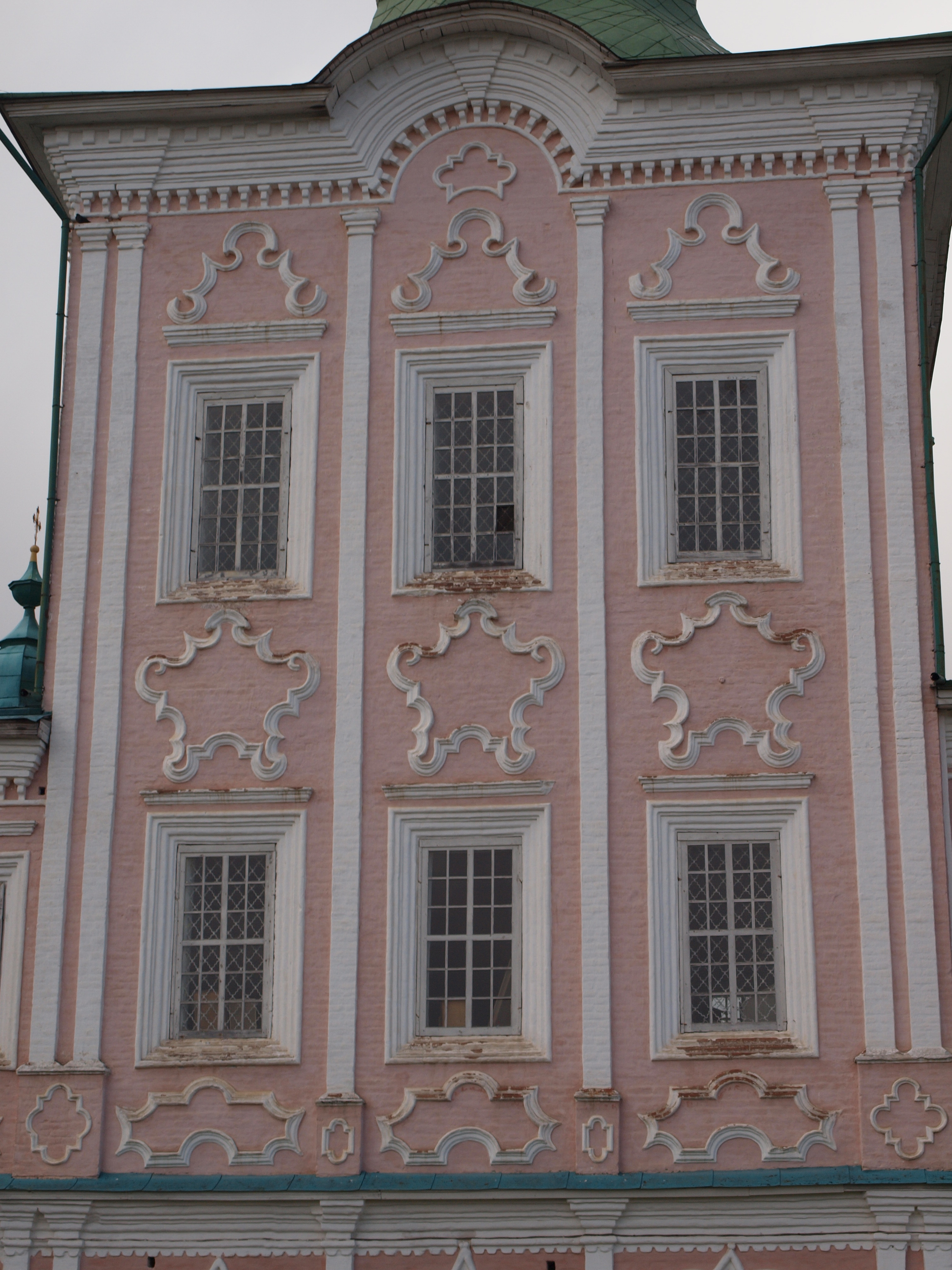
Окна храма
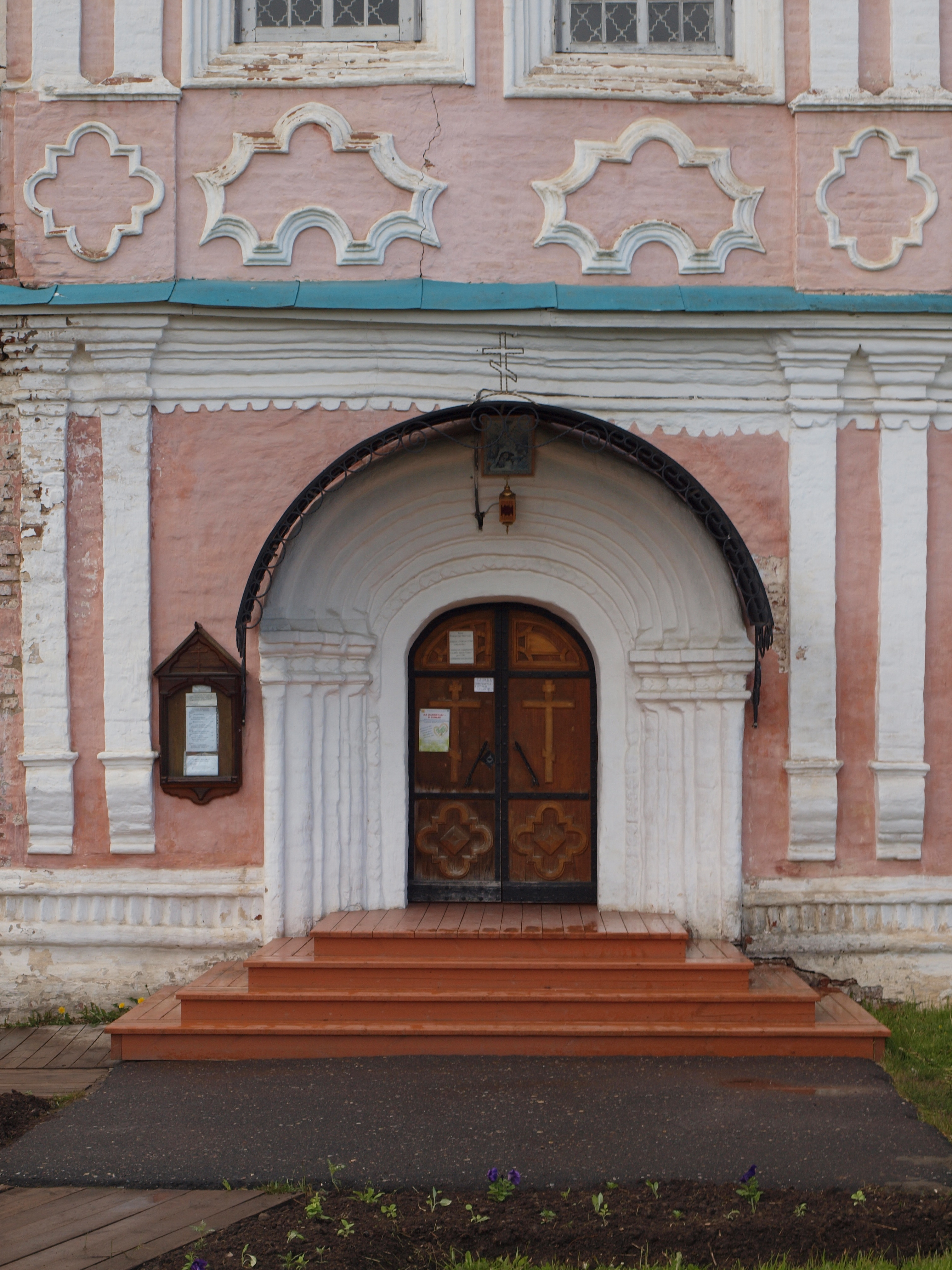
Центральный вход
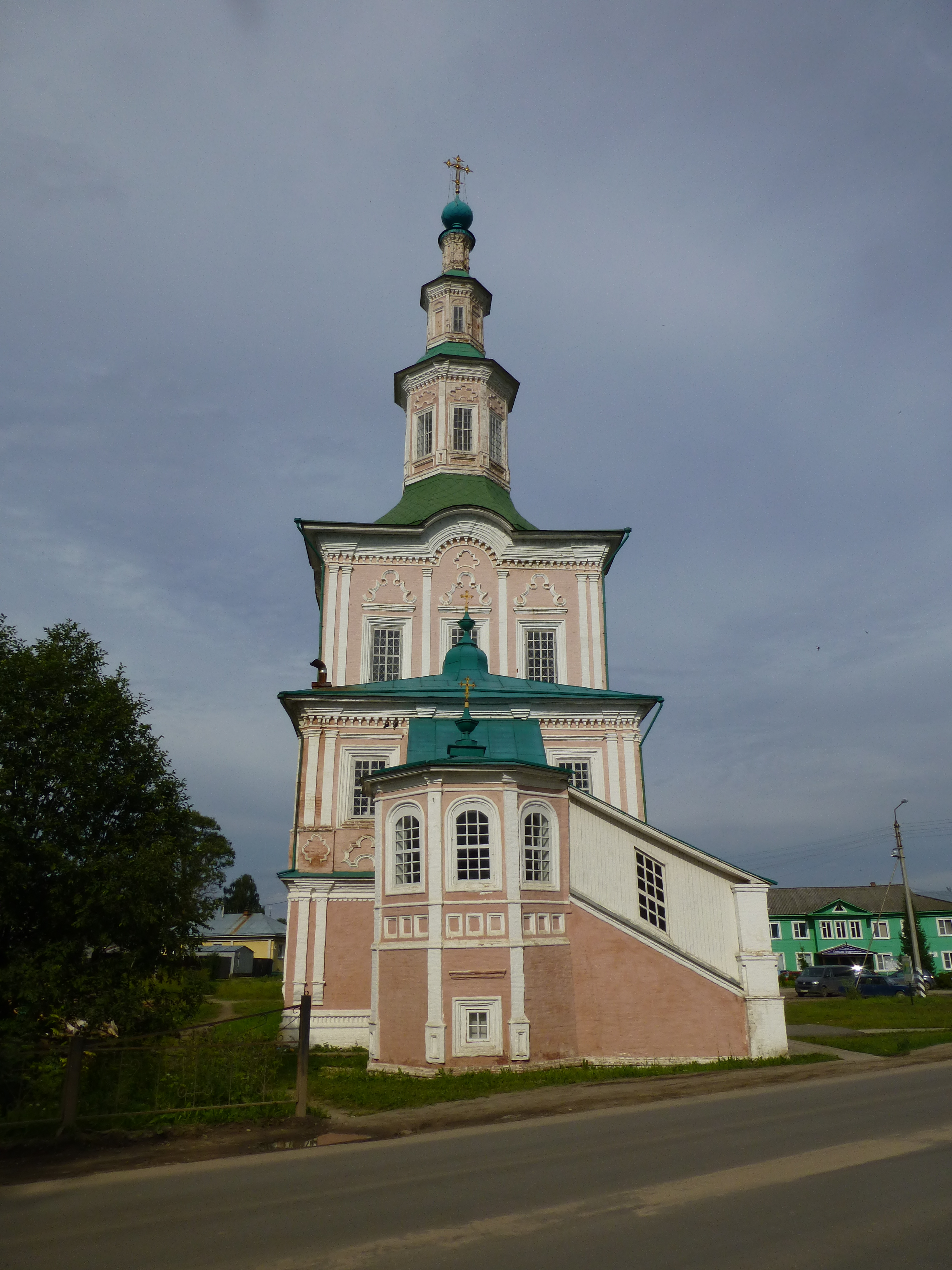
Вид сбоку
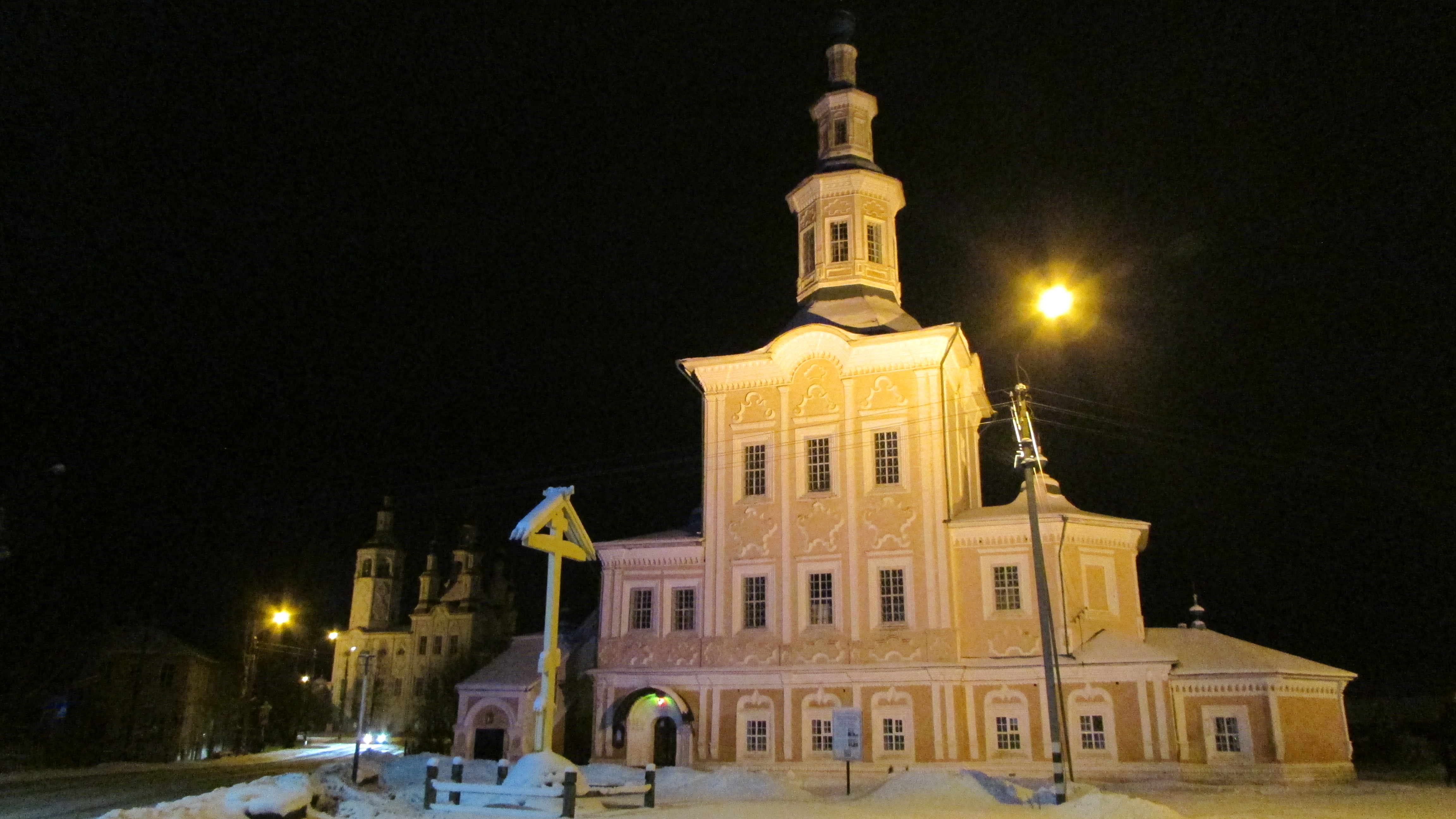
Зимний ансамбль

Четверик зимнего храма, который завершался карнизом с полукружиями и куполом и над которым поднимается восьмерик, несущий два поставленных друг на друга небольших восьмерика был надстроен над трапезной. Тонкие пилястры - парные и одиночные, украшают стены церкви. Над окнами были установлены картуши (лепная или графическая отделка в виде щита или немного развёрнутого свитка с гербом, эмблемой или надписью). Каменная трапезная с лестницей и крыльцом была пристроена к летнему храму. Богатый портал был исполнен в традициях XVII века и разместился с южной стороны от паперти. Нижний ярус похож на подклет храма и выделяется своей стройностью и цельностью.

## Святыни храма
В настоящее время в данной церкви находится рака с мощами основателя Спасо-Суморина монастыря (в честь иконы Пресвятой Богородицы «Суморинская») преподобного Феодосия Тотемского.

## Храм сегодня
В 1995 году строение храма было передано Вологодской епархии. В 1999 году церковь вновь была освящена. В храме регулярно проходят богослужения.
Церковь представляет собой историко-культурную ценность и является памятником тотемской церковной архитектуры XVIII века.